# Akinori Nishizawa
Akinori Nishizawa (西澤 明訓, Nishizawa Akinori, Shizuoka, 18 juni 1976) is een Japans voormalig voetballer die als aanvaller speelde.

## Carrière
Akinori Nishizawa speelde tussen 1995 en 2009 voor Cerezo Osaka, Volendam, Espanyol, Bolton Wanderers en Shimizu S-Pulse.

## Japans voetbalelftal
Akinori Nishizawa debuteerde in 1997 in het Japans nationaal elftal en speelde 29 interlands, waarin hij 10 keer scoorde.

## Statistieken
| Japans voetbalelftal | Japans voetbalelftal | Japans voetbalelftal |
| Jaar                 | Wed.                 | Dlp.                 |
| -------------------- | -------------------- | -------------------- |
| 1997                 | 5                    | 2                    |
| 1998                 | 0                    | 0                    |
| 1999                 | 0                    | 0                    |
| 2000                 | 11                   | 6                    |
| 2001                 | 8                    | 1                    |
| 2002                 | 5                    | 1                    |
| Totaal               | 29                   | 10                   |